# برهنه‌بال
برهنه‌بال (نام علمی: Psilopterus) نام یک سرده از تیره دهشت‌مرغان است.